# XX Congresso del Partito Comunista dell'Unione Sovietica
Il XX Congresso del Partito Comunista dell'Unione Sovietica (PCUS) si tenne presso il Gran Palazzo del Cremlino di Mosca dal 14 al 26 febbraio 1956. È passato alla storia in particolar maniera per l'intervento di Nikita Chruščëv, in cui il primo segretario del partito denunciò il culto della personalità del suo predecessore, Iosif Stalin, aprendo così al processo di destalinizzazione.

## I lavori
Al Congresso presero parte 1.436 delegati, 1.356 con voto deliberativo e 80 con voto consultivo, e i rappresentanti di 55 partiti comunisti e operai del mondo.
Nella giornata inaugurale la relazione introduttiva di Chruščëv, che durò cinque ore, illustrò le nuove strategie del comunismo puntando essenzialmente sul concetto di coesistenza pacifica con il blocco occidentale e sull'accettazione dei processi parlamentari come possibile transizione al socialismo in alternativa alle rivoluzioni. Fin da subito l'assenza di effigi di Stalin e il fatto che a lui fossero destinati riferimenti brevissimi fece comprendere ai presenti che si era venuta a creare una situazione anomala. Ciò fu ancora più chiaro dopo l'intervento di Anastas Mikojan, che parlò apertamente degli errori di Stalin in politica estera e ricordò la figura di esponenti del partito giustiziati come "nemici del popolo" negli anni trenta.
Dopo dieci giorni di lavori, il 24 febbraio l'assemblea elesse il Comitato Centrale del partito, composto di 133 membri effettivi e 122 candidati, e i delegati furono invitati a tornare il giorno successivo per un'ulteriore sessione a porte chiuse.

### Il rapporto segreto
La riunione riservata, dalla quale erano perciò esclusi gli esponenti dei partiti stranieri, si tenne la mattina del 25 febbraio. Nell'occasione il Primo segretario del PCUS, Chruščëv, espose la propria relazione intitolata Sul culto della personalità e le sue conseguenze, passata alla storia anche come Rapporto segreto. In essa si riassumevano le conclusioni a cui era giunto il processo di rivalutazione della politica staliniana, avviato subito dopo la morte del precedente leader (5 marzo 1953) e che aveva portato nel 1955 alla costituzione di una commissione, guidata dal Segretari del Comitato centrale Pëtr Pospelov, per lo studio dei materiali sulla repressione di massa. Della commissione facevano parte anche Averkij Aristov, Pavel Komarov e Nikolaj Švernik, e ai lavori collaborarono il vicecapo della Procura militare, il Presidente del KGB Ivan Serov e i dirigenti dei dipartimenti segreteria, archivi e sorveglianza speciale dello stesso Comitato per la Sicurezza dello Stato. Le risultanze dell'inchiesta, presentate al Praesidium del CC il 9 febbraio 1956, convinsero la dirigenza della necessità di esporre la questione all'imminente Congresso. La bozza di relazione congressuale predisposta dalla commissione Pospelov, emendata da Chruščëv e dal segretario all'ideologia Dmitrij Šepilov, venne approvata nonostante la posizione contraria di Kaganovič, Vorošilov e Molotov.
Nel rapporto, Chruščëv enumerò numerose illegalità compiute da Stalin, denunciò la sua violazione del principio leninista della guida collettiva e fece i nomi di molti di coloro che erano stati irregolarmente processati e giustiziati prima della seconda guerra mondiale, ma non quelli degli oppositori politici che avevano subito la stessa sorte. Nella relazione la responsabilità delle repressioni veniva attribuita interamente a Stalin e non al partito, sottolineando tanto più che delle illegalità commesse dal precedente leader del PCUS e dell'URSS avevano pagato le conseguenze in primo luogo esponenti del partito stesso. A Stalin venivano inoltre imputati errori nella preparazione e nella condotta della seconda guerra mondiale, che avevano portato alle sconfitte patite dall'Armata Rossa nei primi due anni di conflitto.
La relazione venne esclusa dalla stampa degli atti del Congresso ed inviata alle sezioni del partito e, in forma ridotta, ai partiti comunisti stranieri. Un mese più tardi la relazione fu desecretata dal Praesidium e già in estate venne pubblicata clandestinamente negli Stati Uniti dal New York Times, mentre la prima pubblicazione ufficiale in Unione Sovietica avvenne nel 1989.
Fu questo congresso a fungere da spartiacque e detonatore della divisione del movimento comunista internazionale tra i filosovietici (tra i quali il PCI) e i marxisti-leninisti guidati da Mao, che accusarono i sovietici di revisionismo e di avere restaurato il capitalismo nell'Urss proprio con questo congresso instaurando ''una tenebrosa dittattura di tipo fascista hitleriano''.
Questa divisione portò fra l'altro alla nascista dei partiti marxisti-leninisti, al conflitto sino-sovietico e al lancio da parte di Mao della Rivoluzione Culturale, concepita per impedire che si ripetesse in Cina ciò che era avvenuto in Urss.